# MIETA
『MIETA』（みえた）は木村カエラの8枚目となるオリジナル・アルバム。2014年12月17日にリリースされた。

## 解説
木村カエラのアーティスト活動10周年（2014年時点）記念作品。オリジナル・アルバムとしては、前作『Sync』以来、約2年ぶり、前年6月に立ち上げたプライベート・レーベル「ELA」では第1弾となる作品。初回限定盤には、シングルの「OLE!OH!」と69台のウェアラブルカメラで撮影された「TODAY IS A NEW DAY」のミュージックビデオやそのメイキング映像、2014年10月25日と26日に神奈川・横浜アリーナで開催された2万人動員の10周年記念ワンマンライブ『KAELA presents GO!GO! KAELAND 2014 -10years anniversary-』のバックステージドキュメント、そしてオリジナルクイズ「MIETA Q」が収録されたDVDが付属、ジャケットは、「あなたの努力次第でみえる仕様」となっている。
本作ではAxSxE（NATSUMEN）、渡邊忍（ASPARAGUS）、Pop Etc、牛尾憲輔（agraph）、Nomson、會田茂一、森岡義裕（撃鉄）、三浦康嗣（□□□）といった個性的な面々が楽曲を提供し、ライブハウスツアーを意識したバンドによる勢いのあるパンク・ロックにカラフルなエレクトリックサウンドをまぶした楽曲のようなロックとポップの両極端を突き詰めたものから、タイトル曲「MIETA」のようなサンプリングで構築された斬新なサウンドと語りを組み合わせた実験的なものまで、バラエティに富んだサウンドが展開されている。ギリギリまで『CLEAR』というタイトルを考えていたが、最終的に『MIETA』に決まった。

## 収録曲
| #         | タイトル                 | 作詞                      | 作曲               | 編曲      | 時間  |
| --------- | ------------------------ | ------------------------- | ------------------ | --------- | ----- |
| 1.        | 「one more」             | kaela                     | AxSxE              |           | 3:22  |
| 2.        | 「sonic manic」          | kaela                     | ポップ・エトセトラ |           | 3:49  |
| 3.        | 「TODAY IS A NEW DAY」   | kaela、渡邊忍             | 渡邊忍             |           | 3:42  |
| 4.        | 「MAKE THIS DREAM REAL」 | kaela、ポップ・エトセトラ | ポップ・エトセトラ |           | 3:42  |
| 5.        | 「c'mon」                | kaela、渡邊忍             | 渡邊忍             |           | 3:57  |
| 6.        | 「Satisfaction」         | kaela                     | Nomson             |           | 3:31  |
| 7.        | 「RUN」                  | kaela                     | 森岡義裕           | kaela     | 2:27  |
| 8.        | 「MIETA」                | kaela、三浦康嗣           | 三浦康嗣           |           | 3:29  |
| 9.        | 「OLE!OH!」              | kaela                     | ポップ・エトセトラ |           | 4:01  |
| 10.       | 「Wake up」              | kaela                     | ポップ・エトセトラ |           | 4:57  |
| 11.       | 「eye」                  | kaela                     | 牛尾憲輔           |           | 2:33  |
| 合計時間: | 合計時間:                | 合計時間:                 | 合計時間:          | 合計時間: | 39:30 |

| #  | タイトル                                           | 作詞 | 作曲・編曲 | 監督     | 時間  |
| -- | -------------------------------------------------- | ---- | ---------- | -------- | ----- |
| 1. | 「OLE!OH!」(MUSIC VIDEO)                           |      |            | 山口保幸 | 4:08  |
| 2. | 「TODAY IS A NEW DAY」(MUSIC VIDEO)                |      |            | 関和亮   | 3:37  |
| 3. | 「OLE!OH!」(MAKING MOVIE)                          |      |            | 笠原隼人 | 4:46  |
| 4. | 「TODAY IS A NEW DAY」(MAKING MOVIE)               |      |            | 笠原隼人 |       |
| 5. | 「ドキュメント映像「GO! GO! KAELAND BACK STAGE」」 |      |            | 菅井高志 | 4:11  |
| 6. | 「オリジナルクイズ「MIETA Q」」                    |      |            | 笠原隼人 | 11:04 |

### タイアップ
- ソニー ハイレゾ音源対応ウォークマン(R) & ヘッドホン CMソング（M-2）

## 演奏
- 木村カエラ：Vocals
- AxSxE：Guitars, Programming (#1)
- 中尾憲太郎：Bass (#1)
- MASUO：Drums (#1)
- POP ETC：All Instruments (#1.4.9.10)
- 渡邊忍 (ASPARAGUS)
  - Guitars (#3.5)
  - Chorus (#3)
- 4106：Bass (#3)
- 柏倉隆史 (toe / the HIATUS)：Drums, Tambourine (#3)
- 中村圭作
  - Keyboards (#3.6)
  - Piano (#11)
- 會田茂一
  - (air) Guitar (#3.5)
  - Guitars (#6)
- 高桑圭：Bass (#6)
- 恒岡章 (Hi-STANDARD)：Drums (#6)
- 森岡義裕：Guitars (#7)
- 井澤惇：Bass (#7)
- かどしゅんたろう：Drums (#7)
- ミト (クラムボン)：Other Instruments (#7)
- 三浦康嗣：Programming (#8)
- 牛尾憲輔 (agraph)：Programming (#11)